# Pteromalus holmgrenii
Pteromalus holmgrenii är en stekelart som beskrevs av Dalla Torre 1898. Pteromalus holmgrenii ingår i släktet Pteromalus och familjen puppglanssteklar. Arten är reproducerande i Sverige. Inga underarter finns listade i Catalogue of Life.